# Avenue des Ajoncs
L'avenue des Ajoncs (en néerlandais : Stekelbremlaan) est une avenue bruxelloise de la commune de Woluwe-Saint-Pierre qui va de l'avenue des Châtaigniers à l'avenue du Hockey.
La numérotation des habitations va de 1 à 39 pour le côté impair et de 2 à 38 pour le côté pair.

## Historique et description
Le nom de l'avenue rappelle que l'endroit comptait de nombreux étangs bordés d'ajoncs.